# Liste des voies du 17e arrondissement de Paris

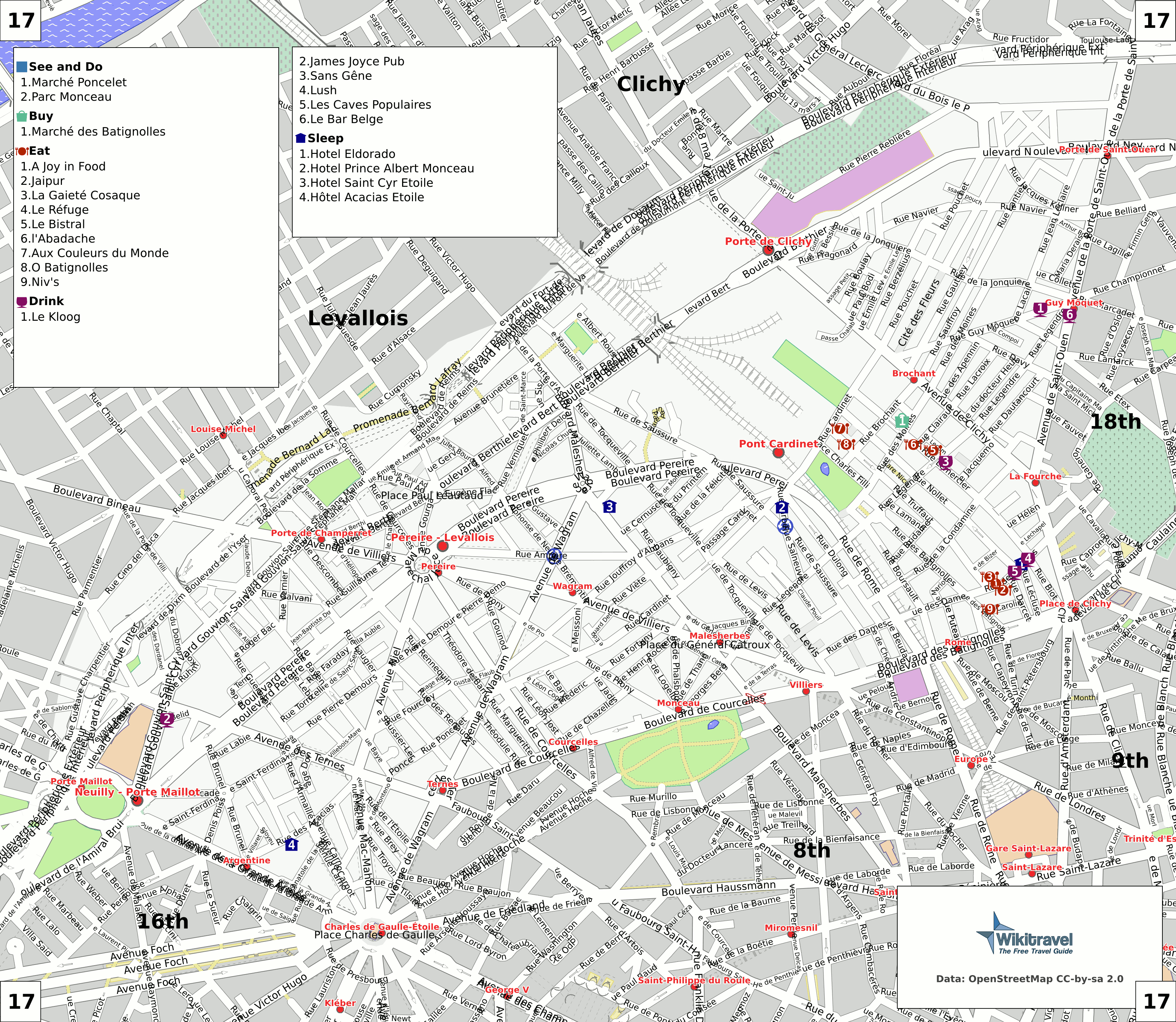
Plan du de Paris.

Cet article donne une liste des voies du 17e arrondissement de Paris, en France.

## Liste

### A
- Haut – A
- B
- C
- D
- E
- F
- G
- H
- I
- J
- K
- L
- M
- N
- O
- P
- Q
- R
- S
- T
- U
- V
- W
- X
- Y
- Z

- Voie A/17 (Voie sans nom de Paris)
- Voie AA/17 (Voie sans nom de Paris)
- Voie AB/17 (Voie sans nom de Paris)
- Rue de l'Abbé-Rousselot
- Rue Abel-Truchet
- Passage des Acacias
- Rue des Acacias
- Place Aimé-Maillart
- Rue Albert-Roussel
- Rue Albert-Samain
- Rue Alexandre-Charpentier
- Rue Alfred-de-Vigny
- Rue Alfred-Roll
- Rue Alphonse-de-Neuville
- Rue Ampère
- Rue Anatole-de-La-Forge
- Rue André-Bréchet
- Rue Andrée-Putman
- Rue André-Suarès
- Place André-Zirnheld
- Place Anny-Flore
- Rue des Apennins
- Voie AQ/17 (Voie sans nom de Paris)
- Voie AR/17 (Voie sans nom de Paris)
- Rue de l'Arc-de-Triomphe
- Promenade Aristides-de-Sousa-Mendes
- Rue d'Armaillé
- Rue d'Armenonville
- Place Arnault-Tzanck
- Rue Arthur-Brière
- Avenue des Arts
- Voie AS/17 (Voie sans nom de Paris)
- Voie AT/17 (Voie sans nom de Paris)
- Voie AU/17 (Voie sans nom de Paris)
- Villa Aublet
- Rue Auboin
- Rue Aumont-Thiéville
- Boulevard d'Aurelle-de-Paladines
- Voie AV/17 (Voie sans nom de Paris)
- Square de l'Aveyron
- Cours des Avocats
- Voie AW/17 (Voie sans nom de Paris)
- Voie AX/17 (Voie sans nom de Paris)
- Voie AY/17 (Voie sans nom de Paris)
- Voie AZ/17 (Voie sans nom de Paris)

### B
- Haut – A
- B
- C
- D
- E
- F
- G
- H
- I
- J
- K
- L
- M
- N
- O
- P
- Q
- R
- S
- T
- U
- V
- W
- X
- Y
- Z

- Voie BA/17 (Voie sans nom de Paris)
- Rue Balny-d'Avricourt
- Rue Baron
- Rue Barye
- Rue du Bastion
- Boulevard des Batignolles
- Rue des Batignolles
- Rue Bayen
- Voie BB/17 (Voie sans nom de Paris)
- Voie BC/17 (Voie sans nom de Paris)
- Voie BD/17 (Voie sans nom de Paris)
- Voie BE/17 (Voie sans nom de Paris)
- Rue Belidor
- Rue Bernard-Buffet
- Promenade Bernard-Lafay
- Boulevard Berthier
- Villa Berthier
- Passage Berzélius
- Rue Berzélius
- Boulevard Bessières
- Rue Bessières
- Rue Beudant
- Voie BF/17 (Voie sans nom de Paris)
- Voie BG/17 (Voie sans nom de Paris)
- Voie BH/17 (Voie sans nom de Paris)
- Voie BI/17 (Voie sans nom de Paris)
- Rue Biot
- Rue de Bizerte
- Voie BJ/17 (Voie sans nom de Paris)
- Place Blanche-Lefebvre
- Voie BN/17 (Voie sans nom de Paris)
- Voie BO/17 (Voie sans nom de Paris)
- Boulevard du Bois-le-Prêtre
- Passage Boulay
- Rue Boulay
- Place Boulnois
- Impasse Boursault
- Rue Boursault
- Voie BP/17 (Voie sans nom de Paris)
- Rue Brémontier
- Place du Brésil
- Rue Brey
- Rue Bridaine
- Rue Brochant
- Rue Brunel
- Avenue Brunetière

### C
- Haut – A
- B
- C
- D
- E
- F
- G
- H
- I
- J
- K
- L
- M
- N
- O
- P
- Q
- R
- S
- T
- U
- V
- W
- X
- Y
- Z

- Rue Camille-Blaisot
- Rue Camille-Pissarro
- Rue du Capitaine-Lagache
- Rue du Caporal-Peugeot
- Rue Cardan
- Passage Cardinet
- Rue Cardinet
- Avenue Carnot
- Rue Caroline
- Rue Catulle-Mendès
- Promenade Cécile-Chaminade
- Rue Cernuschi
- Avenue de la Chapelle
- Place Charles-de-Gaulle
- Place Charles-Fillion
- Rue Charles-Gerhardt
- Rue Charles-Tournemire
- Avenue des Chasseurs
- Passage Châtelet
- Rue de Chazelles
- Rue de Chéroy
- Rue Christine-de-Pisan
- Avenue du Cimetière-des-Batignolles
- Rue Cino-Del-Duca
- Rue Clairaut
- Placette Claude-Bouvelle
- Rue Claude-Debussy
- Square Claude-Debussy
- Rue Claude-Pouillet
- Jardin Clémence-Annick-Burgard[1]
- Avenue de Clichy
- Place de Clichy
- Allée Colette-Heilbronner
- Rue Collette
- Rue du Colonel-Manhès
- Rue du Colonel-Moll
- Rue des Colonels-Renard
- Passage du Commandant-Charles-Martel
- Villa Compoint
- Boulevard de Courcelles
- Rue de Courcelles
- Rue de la Crèche
- Rue Curnonsky

### D
- Haut – A
- B
- C
- D
- E
- F
- G
- H
- I
- J
- K
- L
- M
- N
- O
- P
- Q
- R
- S
- T
- U
- V
- W
- X
- Y
- Z

- Voie D/17 (Voie sans nom de Paris)
- Rue des Dames
- Rue Darcet
- Rue des Dardanelles
- Rue Daubigny
- Rue Dautancourt
- Rue Davy
- Rue du Débarcadère
- Impasse Deligny
- Rue Denis-Poisson
- Rue Déodat-de-Séverac
- Rue Descombes
- Rue des Renaudes
- Impasse des Deux-Cousins
- Boulevard de Dixmude
- Rue du Dobropol
- Place du Docteur-Félix-Lobligeois
- Rue du Docteur-Heulin
- Rue du Docteur-Paul-Brousse
- Passage Doisy
- Square de la Dordogne
- Boulevard de Douaumont
- Rue de Dreux
- Rue Dulong

### E
- Haut – A
- B
- C
- D
- E
- F
- G
- H
- I
- J
- K
- L
- M
- N
- O
- P
- Q
- R
- S
- T
- U
- V
- W
- X
- Y
- Z

- Voie E/17 (Voie sans nom de Paris)
- Rue Édouard-Detaille
- Rue Émile-Allez
- Rue Émile-Borel
- Avenue Émile-et-Armand-Massard
- Rue Émile-Level
- Square Emmanuel-Chabrier
- Rue des Épinettes
- Villa des Épinettes
- Rue Ernest-Goüin
- Rue Ernest-Roche
- Rue de l'Étoile
- Rue Eugène-Flachat

### F
- Haut – A
- B
- C
- D
- E
- F
- G
- H
- I
- J
- K
- L
- M
- N
- O
- P
- Q
- R
- S
- T
- U
- V
- W
- X
- Y
- Z

- Voie F/17 (Voie sans nom de Paris)
- Rue Faraday
- Rue de la Félicité
- Rue Félix-Pécaut (déclassée)
- Cité Férembach
- Rue des Fermiers
- Rue Fernand-Cormon
- Square Fernand-de-la-Tombelle
- Rue Fernand-Pelloutier
- Cité des Fleurs
- Rue Floréal
- Passage Flourens
- Boulevard du Fort-de-Vaux
- Rue Fortuny
- Rue Fourcroy
- Rue Fourneyron
- Rue Fragonard
- Rue Francis-Garnier
- Place Françoise-Dorin
- Rue Frédéric-Brunet
- Rue Fructidor

### G
- Haut – A
- B
- C
- D
- E
- F
- G
- H
- I
- J
- K
- L
- M
- N
- O
- P
- Q
- R
- S
- T
- U
- V
- W
- X
- Y
- Z

- Voie G/17 (Voie sans nom de Paris)
- Square Gabriel-Fauré
- Rue Galvani
- Square Gaston-Bertandeau
- Rue Gauguin
- Rue Gauthey
- Passage Geffroy-Didelot
- Esplanade du Général-Casso
- Place du Général-Catroux
- Rue du Général-Henrys
- Allée du Général-Kœnig
- Place du Général-Kœnig
- Rue du Général-Lanrezac
- Rue Georges-Berger
- Rue Gervex
- Rue Gilbert-Cesbron
- Promenade Gilberte-Brossolette[2]
- Rue Gounod
- Avenue Gourgaud
- Boulevard Gouvion-Saint-Cyr
- Square Gouvion-Saint-Cyr
- Square du Graisivaudan
- Avenue de la Grande-Armée
- Villa de la Grande-Armée
- Rue Guersant
- Rue Guillaume-Tell
- Villa Guizot
- Rue Gustave-Charpentier
- Rue Gustave-Doré
- Rue Gustave-Flaubert
- Rue Guttin
- Rue Guy-Môquet

### H
- Haut – A
- B
- C
- D
- E
- F
- G
- H
- I
- J
- K
- L
- M
- N
- O
- P
- Q
- R
- S
- T
- U
- V
- W
- X
- Y
- Z

- Voie H/17 (Voie sans nom de Paris)
- Rue Hélène
- Rue Hélène-et-François-Missoffe
- Rue d'Héliopolis
- Square Henri-Duparc
- Rue Henri-Rochefort
- Rue Hérault-de-Séchelles
- Placette Hervé-Benessiano
- Passage de la Hutte-au-Garde

### I
- Haut – A
- B
- C
- D
- E
- F
- G
- H
- I
- J
- K
- L
- M
- N
- O
- P
- Q
- R
- S
- T
- U
- V
- W
- X
- Y
- Z

- Place d'Israël

### J
- Haut – A
- B
- C
- D
- E
- F
- G
- H
- I
- J
- K
- L
- M
- N
- O
- P
- Q
- R
- S
- T
- U
- V
- W
- X
- Y
- Z

- Rue Jacquemont
- Villa Jacquemont
- Rue Jacques-Bingen
- Promenade Jacques-Hébertot
- Rue Jacques-Ibert
- Rue Jacques-Kellner
- Rue Jadin
- Rue Jaïc-Domergue
- Rue Jean-Baptiste-Dumas
- Allée Jean-François-Divry
- Rue Jean-Leclaire
- Rue Jean-Louis-Forain
- Parvis Jean-Maurice-Verdier
- Rue Jean-Moréas
- Rue Jean-Oestreicher
- Place de Jérusalem
- Rue Jouffroy-d'Abbans
- Cité Joyeux
- Rue Jules-Bourdais
- Place Jules-Renard
- Rue Juliette-Lamber

### K
- Haut – A
- B
- C
- D
- E
- F
- G
- H
- I
- J
- K
- L
- M
- N
- O
- P
- Q
- R
- S
- T
- U
- V
- W
- X
- Y
- Z

- Voie K/17 (Voie sans nom de Paris)

### L
- Haut – A
- B
- C
- D
- E
- F
- G
- H
- I
- J
- K
- L
- M
- N
- O
- P
- Q
- R
- S
- T
- U
- V
- W
- X
- Y
- Z

- Rue La Condamine
- Impasse de La Jonquière
- Rue de La Jonquière
- Rue Labie
- Rue Lacaille
- Rue Lacroix
- Rue Lamandé
- Rue Lantiez
- Villa Lantiez
- Rue Laugier
- Villa Laugier
- Rue Le Chatelier
- Rue Lebon
- Rue Lebouteux
- Rue Lechapelais
- Rue Lécluse
- Rue Lecomte
- Passage Legendre
- rue Legendre
- Impasse Léger
- Cité Lemercier
- Rue Lemercier
- Rue Léon-Cogniet
- Rue Léon-Cosnard
- Rue Léon-Droux
- Rue Léon-Jost
- Impasse de Lévis
- Place de Lévis
- Rue de Lévis
- Rue de Logelbach
- Place Louis-Bernier
- Rue Louis-Loucheur
- Rue Louis-Puteaux
- Rue Louis-Vierne
- Place Loulou-Gasté

### M
- Haut – A
- B
- C
- D
- E
- F
- G
- H
- I
- J
- K
- L
- M
- N
- O
- P
- Q
- R
- S
- T
- U
- V
- W
- X
- Y
- Z

- Avenue Mac-Mahon
- Place Madeleine-Daniélou
- Place des Magasins-de-l'Opéra-Comique
- Boulevard Malesherbes
- Rue Marcel-Renault
- Passerelle Marcelle-Henry
- Place Marcelle-Henry
- Place du Maréchal-Juin
- Rue Marguerite-Long
- Rue Margueritte
- Rue Maria-Deraismes
- Cité Marie
- Place Marie-Dubas
- Rue Marie-Georges-Picquart
- Rue Mariotte
- Rue du Marquis-d'Arlandes
- Impasse Marty
- Square de la Mayenne
- Rue Médéric
- Rue Meissonier
- Rue Mère Teresa
- Rue du Midi
- Rue Milne-Edwards
- Rue des Moines
- Rue de Monbel
- Square Monceau
- Villa Monceau
- Passage Moncey
- Place Monseigneur-Loutil
- Rue du Mont-Dore
- Rue de Montenotte
- Rue Mstislav-Rostropovitch

### N
- Haut – A
- B
- C
- D
- E
- F
- G
- H
- I
- J
- K
- L
- M
- N
- O
- P
- Q
- R
- S
- T
- U
- V
- W
- X
- Y
- Z

- Impasse Naboulet
- Rue Navier
- Avenue de Neuilly
- Place du Nicaragua
- Rue Nicolas-Chuquet
- Square Nicolaÿ
- Avenue Niel
- Villa Niel
- Rue Nollet
- Square Nollet

### P
- Haut – A
- B
- C
- D
- E
- F
- G
- H
- I
- J
- K
- L
- M
- N
- O
- P
- Q
- R
- S
- T
- U
- V
- W
- X
- Y
- Z

- Avenue Paul-Adam
- Rue Paul-Bodin
- Rue Paul-Borel
- Place Paul-Léautaud
- Square Paul-Paray
- Place Paul-Tortelier
- Avenue des Pavillons
- Impasse du Pèlerin
- Boulevard Pereire
- Boulevard Pershing
- Avenue de Péterhof
- Rue Petiet
- Passage Petit-Cerf
- Rue de Phalsbourg
- Rue Philibert-Delorme
- Rue Pierre-Demours
- Rue Pierre-Rebière
- Passage Poncelet
- Rue Poncelet
- Rue de Pont-à-Mousson
- Avenue de la Porte-d'Asnières
- Avenue de la Porte-de-Champerret
- Place de la Porte-de-Champerret
- Avenue de la Porte-de-Clichy
- Avenue de la Porte-de-Saint-Ouen
- Avenue de la Porte-des-Ternes
- Avenue de la Porte-de-Villiers
- Place de la Porte-Maillot
- Avenue de la Porte-Pouchet
- Passage Pouchet
- Rue Pouchet
- Rue du Printemps
- Rue de Prony
- Place Prosper-Goubaux
- Cité de Pusy
- Rue Puvis-de-Chavannes

### Q
- Haut – A
- B
- C
- D
- E
- F
- G
- H
- I
- J
- K
- L
- M
- N
- O
- P
- Q
- R
- S
- T
- U
- V
- W
- X
- Y
- Z

- Voie Q/17 (Voie sans nom de Paris)

### R
- Haut – A
- B
- C
- D
- E
- F
- G
- H
- I
- J
- K
- L
- M
- N
- O
- P
- Q
- R
- S
- T
- U
- V
- W
- X
- Y
- Z

- Rue Raymond-Pitet
- Rue Redon
- Boulevard de Reims
- Rue des Renaudes
- Rue René-Blum
- Rue Rennequin
- Place de la République-de-l'Équateur
- Place de la République-Dominicaine
- Square du Rhône
- Place Richard-Baret
- Parvis Robert-Badinter
- Rue Roberval
- Rue Roger-Bacon
- Rue de Rome
- Allée Rosemonde-Gérard
- Passage Rose-Valland
- Promenade Rosemonde-Pujol[2]
- Passage Roux
- Rue Rudolf-Noureev
- Rue Ruhmkorff

### S
- Haut – A
- B
- C
- D
- E
- F
- G
- H
- I
- J
- K
- L
- M
- N
- O
- P
- Q
- R
- S
- T
- U
- V
- W
- X
- Y
- Z

- Voie S/17 (Voie sans nom de Paris)
- Rue de Sablonville
- Passage Saint-Ange
- Villa Saint-Ange
- Villa Sainte-Croix
- Place Saint-Ferdinand
- Rue Saint-Ferdinand
- Place Saint-Jean
- Rue Saint-Jean
- Rue Saint-Just
- Rue de Saint-Marceaux
- Passage Saint-Michel
- Avenue de Saint-Ouen
- Impasse Saint-Ouen
- Cour Saint-Pierre
- Rue de Saint-Senoch
- Rue Salneuve
- Avenue de Salonique
- Rue Sauffroy
- Rue Saussier-Leroy
- Rue de Saussure
- Rue de Senlis
- Rue du Sergent-Hoff
- Rue Severiano-de-Heredia
- Rue Sisley
- Boulevard de la Somme
- Passage du Souvenir
- Rue Stéphane-Grappelli
- Avenue Stéphane-Mallarmé
- Place Stuart-Merrill

### T
- Haut – A
- B
- C
- D
- E
- F
- G
- H
- I
- J
- K
- L
- M
- N
- O
- P
- Q
- R
- S
- T
- U
- V
- W
- X
- Y
- Z

- Rue des Tapisseries
- Rue Tarbé
- Square du Tarn
- Avenue des Ternes
- Place des Ternes
- Rue des Ternes
- Villa des Ternes
- Rue de la Terrasse
- Villa de la Terrasse
- Rue de Thann
- Rue Théodore-de-Banville
- Rue Théodule-Ribot
- Promenade Thérèse-Pierre[2]
- Square du Thimerais
- Rue de Tilsitt
- Rue de Tocqueville
- Square de Tocqueville
- Rue Torricelli
- Rue Toulouse-Lautrec
- Place Tristan-Bernard
- Rue Troyon
- Rue Truffaut

### V
- Haut – A
- B
- C
- D
- E
- F
- G
- H
- I
- J
- K
- L
- M
- N
- O
- P
- Q
- R
- S
- T
- U
- V
- W
- X
- Y
- Z

- Square de Vaucluse
- Place de Verdun
- Rue Vernier
- Rue Verniquet
- Avenue de Verzy
- Rue Viète
- Rue Villaret-de-Joyeuse
- Square Villaret-de-Joyeuse
- Rue Villebois-Mareuil
- Avenue de Villiers
- Place du Vingt-Deux-Novembre-1943
- Square de Vivarais

### W
- Haut – A
- B
- C
- D
- E
- F
- G
- H
- I
- J
- K
- L
- M
- N
- O
- P
- Q
- R
- S
- T
- U
- V
- W
- X
- Y
- Z

- Avenue de Wagram
- Place de Wagram
- Rue Waldeck-Rousseau

### Y
- Haut – A
- B
- C
- D
- E
- F
- G
- H
- I
- J
- K
- L
- M
- N
- O
- P
- Q
- R
- S
- T
- U
- V
- W
- X
- Y
- Z

- Boulevard de l'Yser
- Avenue Yves-du-Manoir
- Place Yvon-et-Claire-Morandat